# アグリ (企業)
株式会社アグリは佐賀県佐賀市に本社を置く、果樹の人工交配資材や農産品の販売および生産物開発を行う企業である。1989年4月創業、1991年3月設立。

## 概要
1989年の創業時に台湾にてゴボウ栽培を開始、その後メキシコ、中国、タイ、ベトナム、ニュージーランド、チリなどで現地農園との栽培契約を結び農作物の現地栽培・輸入を行っている。
食品事業部門以外でも、1997年以降に住環境事業部の設立を始めとした各事業部門を設立。
2007年よりアイスプラントを「プッチーナ」の登録商標で販売している。

## 事業部門
主に3つの事業部門があり、それぞれ独立した事業を行っている。これらの他、子会社である「ヘルシア」を持つ。
アグリ事業部
果実・野菜類の販売、農業資材の取り扱い等を行っている。
住環境事業部
オール電化システム等、住宅環境製品の販売およびリフォームを行っている。
メディカル事業部
医療用品、介護用品の販売およびコンサルティング事業を行っている。